# Leiodes fracta
Leiodes fracta är en skalbaggsart som först beskrevs av Georg Karl Maria Seidlitz 1874.  Leiodes fracta ingår i släktet Liodes, och familjen mycelbaggar. Enligt den finländska rödlistan är arten nära hotad i Finland. Arten är reproducerande i Sverige. Artens livsmiljö är torra gräsmarker.